# Ledenice
Ledenice (deutsch Ledenitz) ist eine Minderstadt im Okres České Budějovice in Tschechien. Sie liegt zwölf Kilometer südöstlich von Budweis.

## Geographie
Ledenice liegt an der Landesstraße 157, die von České Budějovice nach Borovany führt. Nachbarorte sind Zvíkov im Norden, Slavošovice (Slawoschowitz) im Nordosten, Petrovice im Osten, Růžov (Rosenstein) und Borovany im Südosten, Trocnov und Strážkovice (Straschkowitz) im Südwesten, Hůrka und Zborov (Sborow) im Westen sowie Ohrazení (Böhmisch Baumgarten) und Zaliny (Salin) im Nordwesten. Nordwestlich liegt der Vlkovický rybník.

### Gemeindegliederung
Die Minderstadt Ledenice besteht aus den Ortsteilen:
- Ledenice (Ledenitz)
- Ohrazení (Böhmisch Baumgarten)
- Ohrazeníčko (Deutsch Baumgarten)
- Růžov (Rosenstein)
- Zaliny (Salin) und
- Zborov (Sborow).

Zu Ledenice gehören außerdem die Wohnplätze Hrad, Klukov, Mysletín (Misletin), Svatá Voršila (St. Ursula), U Čápa, U Císaře, U Pilaře und Vojdlesák.
Das Gemeindegebiet gliedert sich in die Katastralbezirke Ledenice, Ohrazení, Zaliny und Zborov.

### Nachbargemeinden
| Budweis (Katastralbezirk Kaliště u Českých Budějovic); Srubec | Zvíkov                                      | Libín       |
| Nová Ves                                                      | Kompassrose, die auf Nachbargemeinden zeigt | Mladošovice |
| Strážkovice                                                   | Borovany                                    |             |

## Geschichte

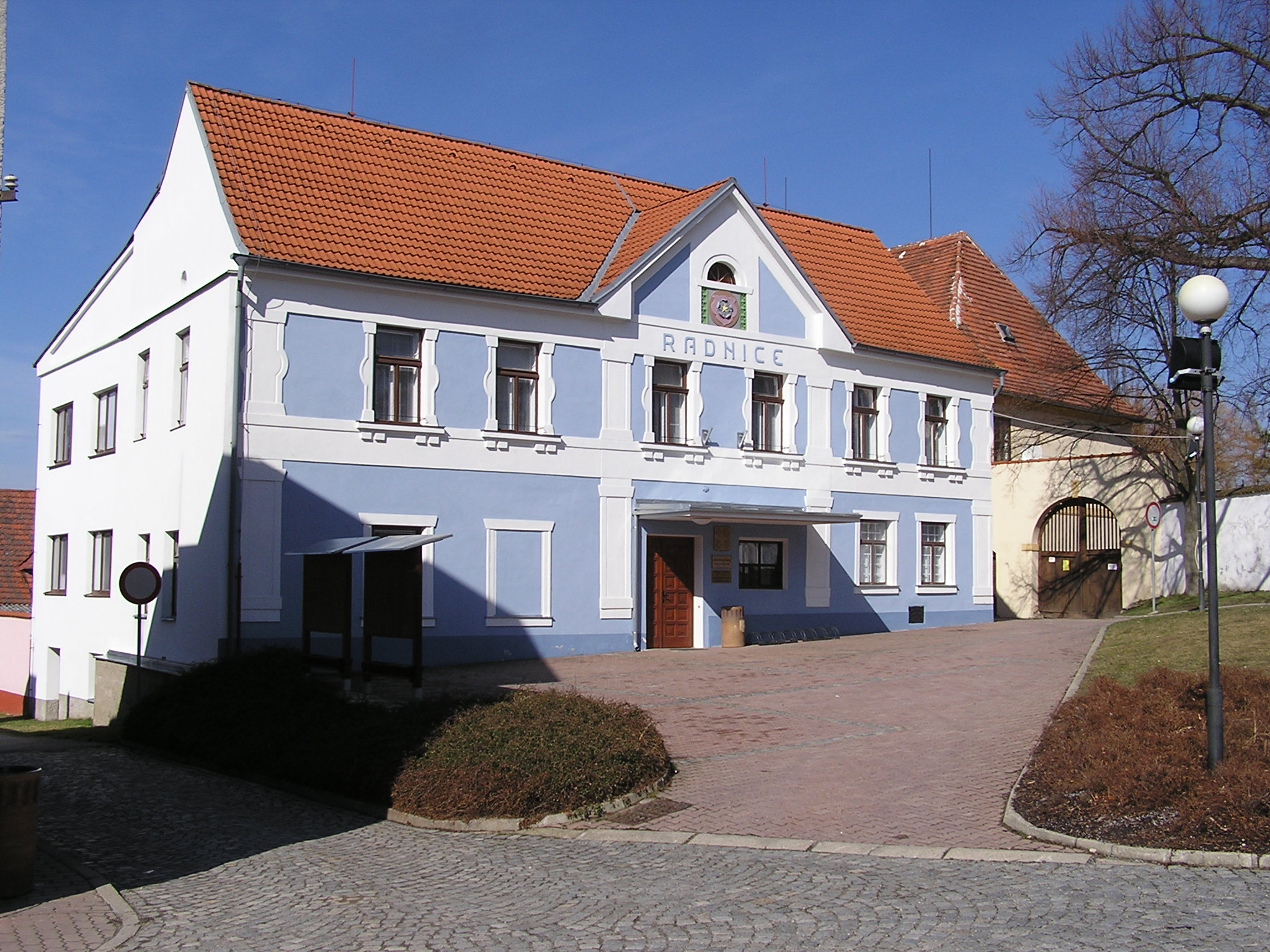
Rathaus von Ledenice

Ledenice wurde erstmals 1278 urkundlich erwähnt und war zu dieser Zeit im Besitz des witigonischen Familienzweiges der Herren von Krumau. Witiko II. von Krumau führte als erster auch das Prädikat „von Ledenitz“ (z Ledenice). Er ist für die Jahre 1272–1290 belegt. Ihm folgte vermutlich sein jüngerer Bruder Wok von Krumau und Ledenitz, der am 5. Januar 1300 starb. Zwei weitere Brüder (Johann/Henclinus von Skalitz und Budiwoj von Skalitz) führten auch den Namenszusatz von Ledenitz, starben jedoch beide ebenfalls im Jahre 1300. Vermutlich nach dem Tod des Wok II. von Krumau, mit dem der Familienzweig der Herren von Krumau erlosch, gelangte Ledenice an den witigonischen Familienzweig Landstein. Dessen Familienmitglied Smil von Ledenitz (Smil z Ledenic) führte als erster den Namenszusatz „von Ledenitz“ und starb um 1358. Vermutlich die Landsteiner erteilten Ledenice vor 1398 die Rechte eines Städtchens sowie ihr Wappen mit der fünfblättrigen silbernen Rose auf rotem Grund.
Anfang des 15. Jahrhunderts gelangte Ledenitz an die Herrschaft Wittingau, die damals im Besitz des ebenfalls witigonischen Familienzweiges der Rosenberger war. Sie erteilten Ledenice eine Reihe von Privilegien, u. a. das Braurecht. Während der Hussitenkriege wurde die Ledenitzer Feste, die als „Landstein“ (Landštejn) bezeichnet wurde, zerstört.
Nach dem Tod des letzten Rosenbergers Peter Wok von Rosenberg 1611 gelangte Ledenitz an das Adelsgeschlecht Schwanberg, deren Besitzungen nach der Schlacht am Weißen Berg vom Kaiser konfisziert wurden.
Nach der Aufhebung der Patrimonialherrschaften wurde Ledenitz 1849 eine selbständige Gemeinde.
Von wirtschaftlicher Bedeutung war neben der Landwirtschaft seit 1830 das Tischlerhandwerk. 1904 erhielt Ledenitz eine Gasbeleuchtung und zwanzig Jahre später wurde es elektrifiziert. Seit 2007 hat Ledenice den Status eines Městys.

## Bevölkerungsentwicklung
| Jahr      | 1869 | 1880 | 1890 | 1900 | 1910 | 1921 | 1930 | 1950 | 1961 | 1970 | 1980 | 1991 | 2001 | 2011 | 2021 |
| --------- | ---- | ---- | ---- | ---- | ---- | ---- | ---- | ---- | ---- | ---- | ---- | ---- | ---- | ---- | ---- |
| Einwohner | 2223 | 2423 | 2409 | 2390 | 2562 | 2467 | 2466 | 2170 | 2229 | 2060 | 2038 | 2039 | 2146 | 2329 | 2404 |

## Wappen
Beschreibung: In Rot eine silberne Rose mit goldenem Butzen.

## Sehenswürdigkeiten

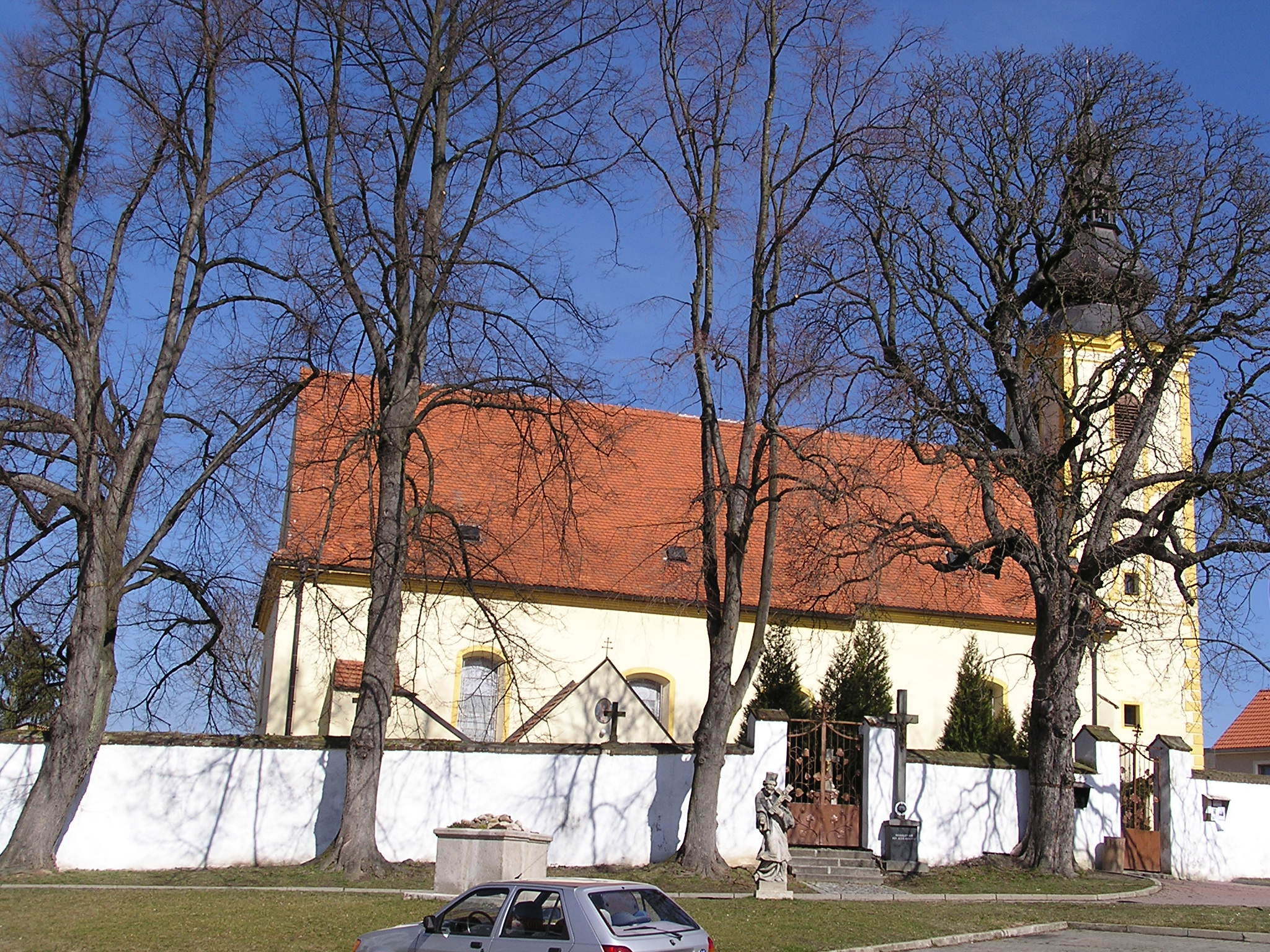
St.-Laurentius-Kirche

- Die frühgotische St.-Laurentius-Kirche wurde vor 1300 errichtet und ist für das Jahr 1359 als Pfarrkirche nachgewiesen. Das Taufsteinbecken aus dem 16. Jahrhundert ist mit dem Wappen der Rosenberger geschmückt. Der Hauptaltar und die zwei Seitenaltäre Altäre sowie die Rokoko-Kanzel wurden in der zweiten Hälfte des 18. Jahrhunderts geschaffen.
- Der Kirchturm im Stil des Barock wurde 1782 erbaut.
- Pranger aus der zweiten Hälfte des 17. Jahrhunderts

## Persönlichkeiten
- Ferdinand Sládek (1872–1943), Schriftsteller und Komponist; ab 1920 Direktor der tschechischen Bürgerschule in Prag-Karlín